# Павловський мис
44°37′0″ пн. ш. 33°31′57″ сх. д. / 44.61667° пн. ш. 33.53250° сх. д.
Павловський мис (крим. Pavlovskıy) — довгий та плаский мис у Севастополі на Корабельній стороні, який огинає Корабельну бухту з півночі.

## Історія
Названий за іменем російського лінійного корабля «Святий Павло», який 1785 року привів сюди з Херсона майбутній адмірал Федір Ушаков. На мису побудували для матросів Павловську казарму, а 1853 року на краю мису було споруджено Павловський равелін з 34 гарматами для оборони Корабельної та Південної бухт. Наприкінці першої оборони Севастополя при відступі російських військ на Північну сторону, Павловську батарею було підірвано.
Поруч з Госпітальною набережною вранці 7 жовтня 1916 року вибухнув та затонув флагман імператорського Чорноморського флоту, лінкор «Імператриця Марія». Причини вибуху залишилися нез'ясованими. Загинуло близько двохсот моряків.
На краю мису розташований скромний обеліск есмінцю «Вільний», який 10 червня 1942 року прорвався до обложеного міста під час другої оборони Севастополя, супроводжуючи транспорт з вантажем продовольства та боєприпасів. Есмінець був атакований п'ятнадцятьма німецькими бомбардувальниками і, незважаючи на мужній опір екіпажу, затонув.

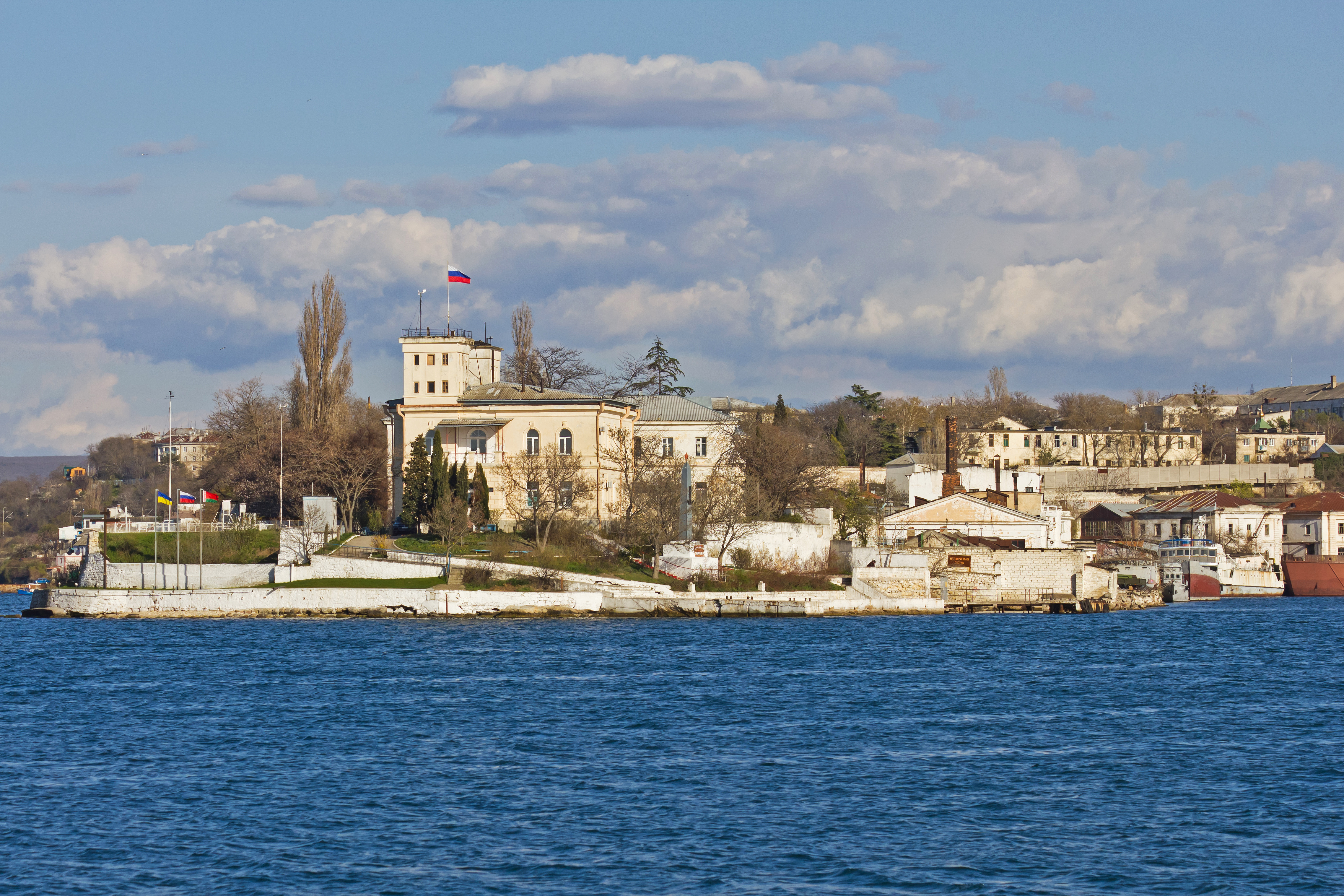
Павловський мис

Вранці 29 жовтня 1955 року поруч з Павловським мисом, на тому ж місці, де знаходилася «Імператриця Марія», вибухнув та затонув флагман Чорноморського флоту СРСР лінкор «Новоросійськ», також з нез'ясованих причин (диверсія, міна часів Великої Вітчизняної війни, атака надмалим підводним човном). Загинуло 608 моряків (за відомостями ради ветеранів лінкора).
Зараз на краю мису знаходяться гідрометеостанція Севастополя і один з корпусів Військово-морського госпіталю імені Пирогова (Чорноморський флот Російської Федерації), далі — інші його корпусу. Тут же розташована будівля колишньої морської обсерваторії Чорноморського флоту, в якій 1 листопада 1909 року було розпочато регулярні гідрометеорологічні спостереження. З червня 1944 року метеорологічний майданчик розташований на північно-західній частині Павловського мису, на території Гідрометеорологічною обсерваторії Чорноморського флоту.